# Tappeh-ye Jīk
Tappeh-ye Jīk (persiska: تپه جیک, Tappeh Jīk) är en ort i Iran.   Den ligger i provinsen Khorasan, i den nordöstra delen av landet, 600 km öster om huvudstaden Teheran. Tappeh-ye Jīk ligger 1 314 meter över havet och antalet invånare är 275.
Terrängen runt Tappeh-ye Jīk är platt åt nordost, men åt sydväst är den kuperad. Runt Tappeh-ye Jīk är det ganska tätbefolkat, med 56 invånare per kvadratkilometer. Närmaste större samhälle är Solţānābād, 19,4 km väster om Tappeh-ye Jīk. Trakten runt Tappeh-ye Jīk består i huvudsak av gräsmarker.